# Mammen
Mammen er en landsby i Midtjylland med 273 indbyggere  (2024). Mammen ligger syv kilometer nord for Bjerringbro og 16 kilometer sydøst for Viborg. Byen ligger i Region Midtjylland og hører til Viborg Kommune.
Mammen ligger i Mammen Sogn, og Mammen Kirke ligger i byen.
Mammen kom på verdenskortet i 1868, da en bonde begyndte at grave i Bjerringhøj og stødte på et overordentligt rigt vikingegravkammer. Kammeret var hvilested for en rig stormand, som blev begravet her i vinteren 970-71 e.Kr. Hans gravgods var af enestående kvalitet. Fundet gav navn til Mammenstilen, en særlig fase i Skandinavien.
I dag er byen også kendt for Mammen Mejeri, hvor der produceres gule oste af typerne Danbo, Havarti og Samsø.